# シャウエン

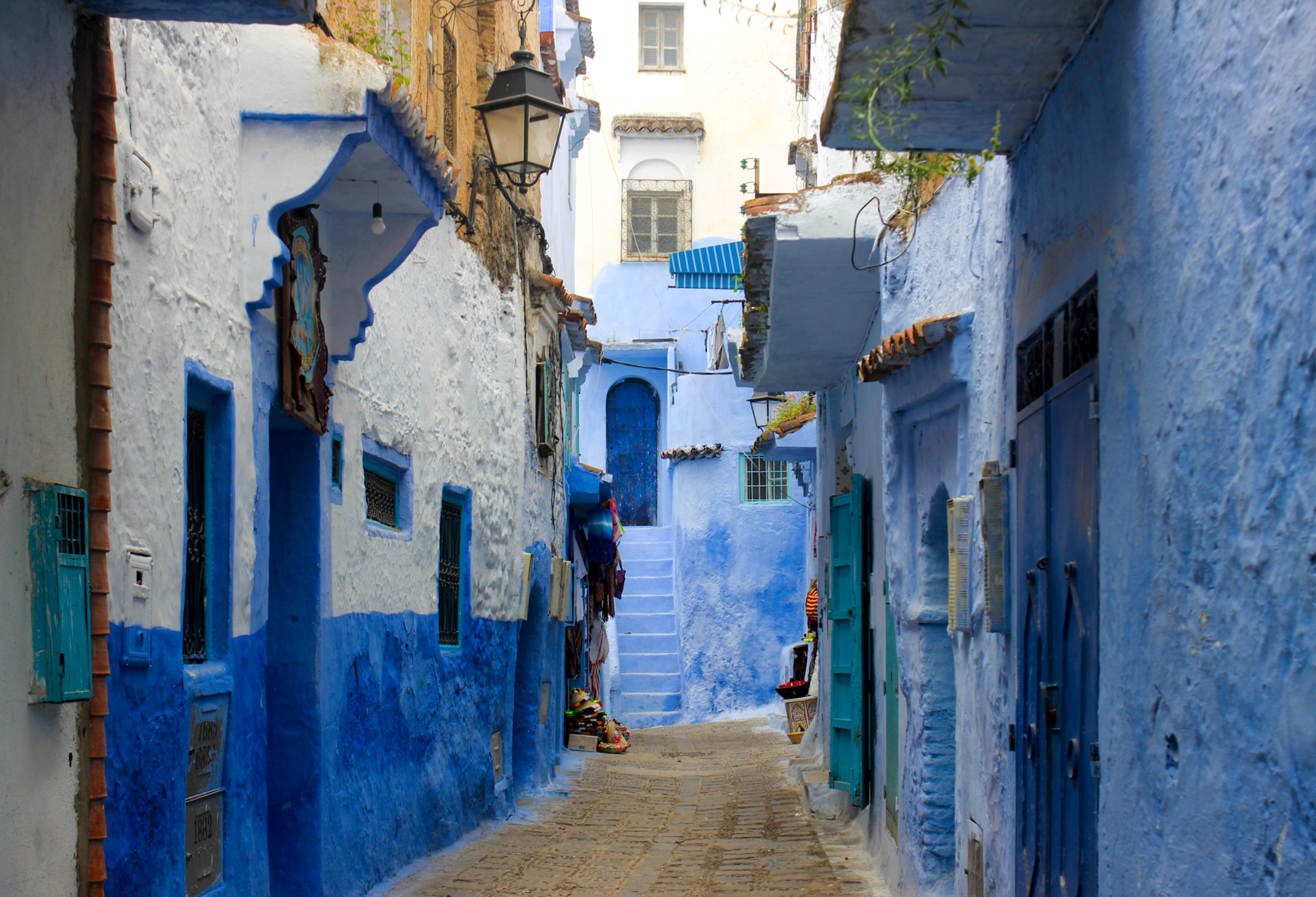
シャウエンの伝統的な路地。

シャフシャウエンまたはシャウエン （ アラビア語: شفشاون/الشاون、スペイン語:  Xauen、英語: Chefchaouen）は、モロッコ北部の都市。青色の建物群で有名である。

## 概要

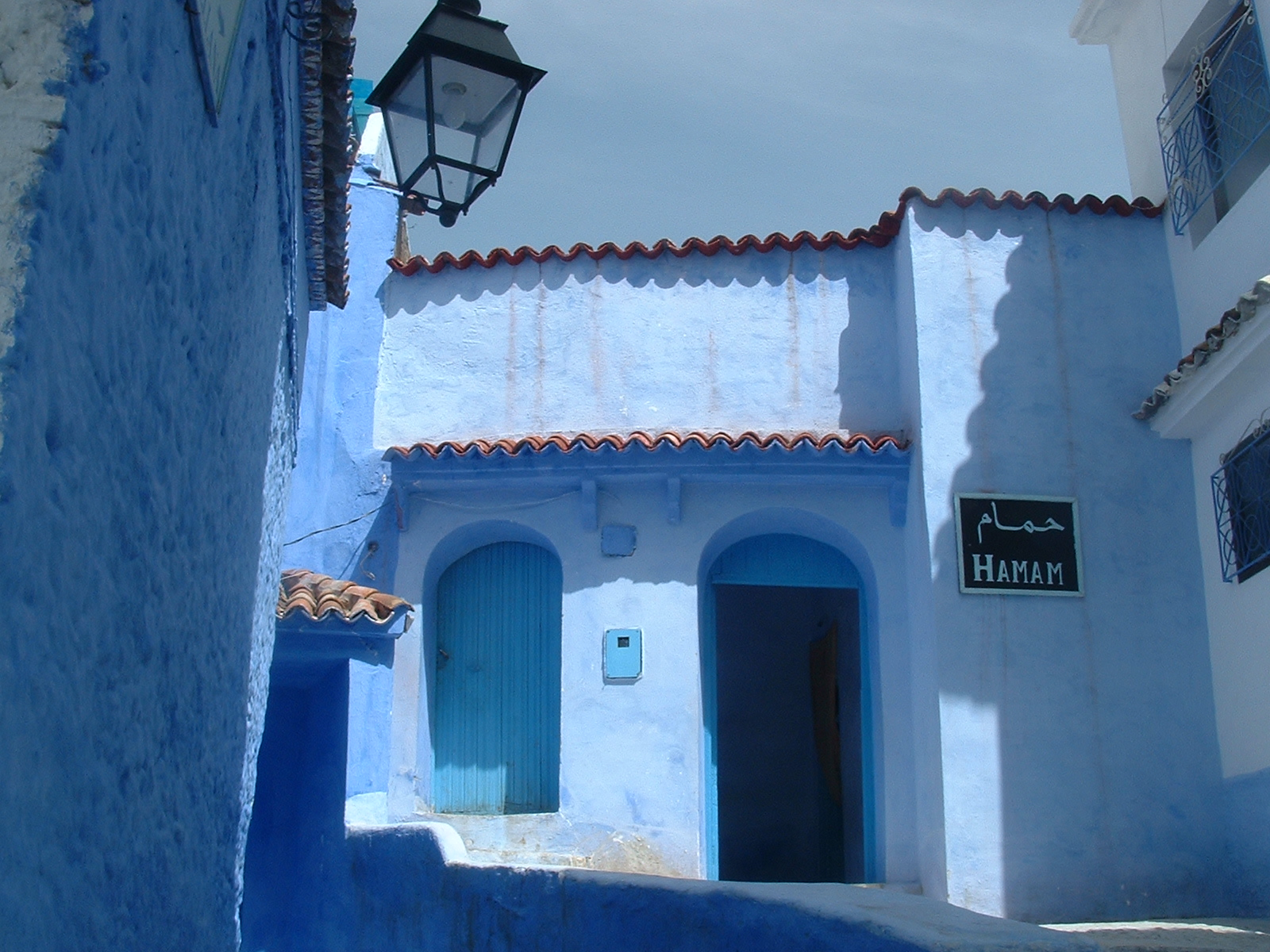
シャウエンにある青く塗られたハンマーム

シャウエンは、 リーフ地方の山中にあり、タンジェとテトゥアンから内陸に入ったところに位置する。1471年に 、ムーレイ アリ ベン ムーサ ベン ラチェッド エル Alamiが、モロッコ北部のポルトガルの侵略と戦うための小さな要塞として設立した。この地域のGhomara部族とともに、多くのモリスコとユダヤ人が、スペインによるレコンキスタの後、ここに定住した。建物が青く塗られたのは、ユダヤ教で青が天や神を示す神聖な色であることに由来するとの説もある。1950年代頃は普通の白い建物中心に見える写真もあり、住民に聞いても青い建物がここまで一般的になった理由については諸説あるという。街の多くの建物が青く染められている例としては、他にインドのジョードプルがある。
1920年に、スペインは、この地をスペイン保護領モロッコとして占領した。1956年のモロッコ独立により、モロッコの都市となった。
シャウエンはタンジェや、スペインの飛地であるセウタに近く、スペインを中心とするヨーロッパからの観光客に人気がある。この都市の名前は、町から見える2つの山の頂きから来ており、それらはヤギの2つの角のように見える。約200軒のホテルが、夏やクリスマスなどにヨーロッパから訪れる観光客を迎える。シャウエンの一角には青く色付けられた家および建物がある。
シャウエンには、ウールの衣服、毛織物など、モロッコの他の場所で手に入れることのできない現地の手工芸品が数多く売られ、買い物先として人気である。当地原産のヤギのチーズも名物である。周辺地域はキーフが栽培されていて、モロッコにおける大麻の主要な生産地の一つとなっており、ハシシが町中で販売されている。近くには、アフリカで最も深い洞窟の一つであるKef Toghobeit Caveがある 。

## 姉妹都市
- アメリカ合衆国 ワシントン州イサクア [9] (2007年4月11日より)
- スペイン ベヘール・デ・ラ・フロンテーラ[10]
- スペイン ロンダ
- 中国 昆明市
- チュニジア テストゥール

## ギャラリー

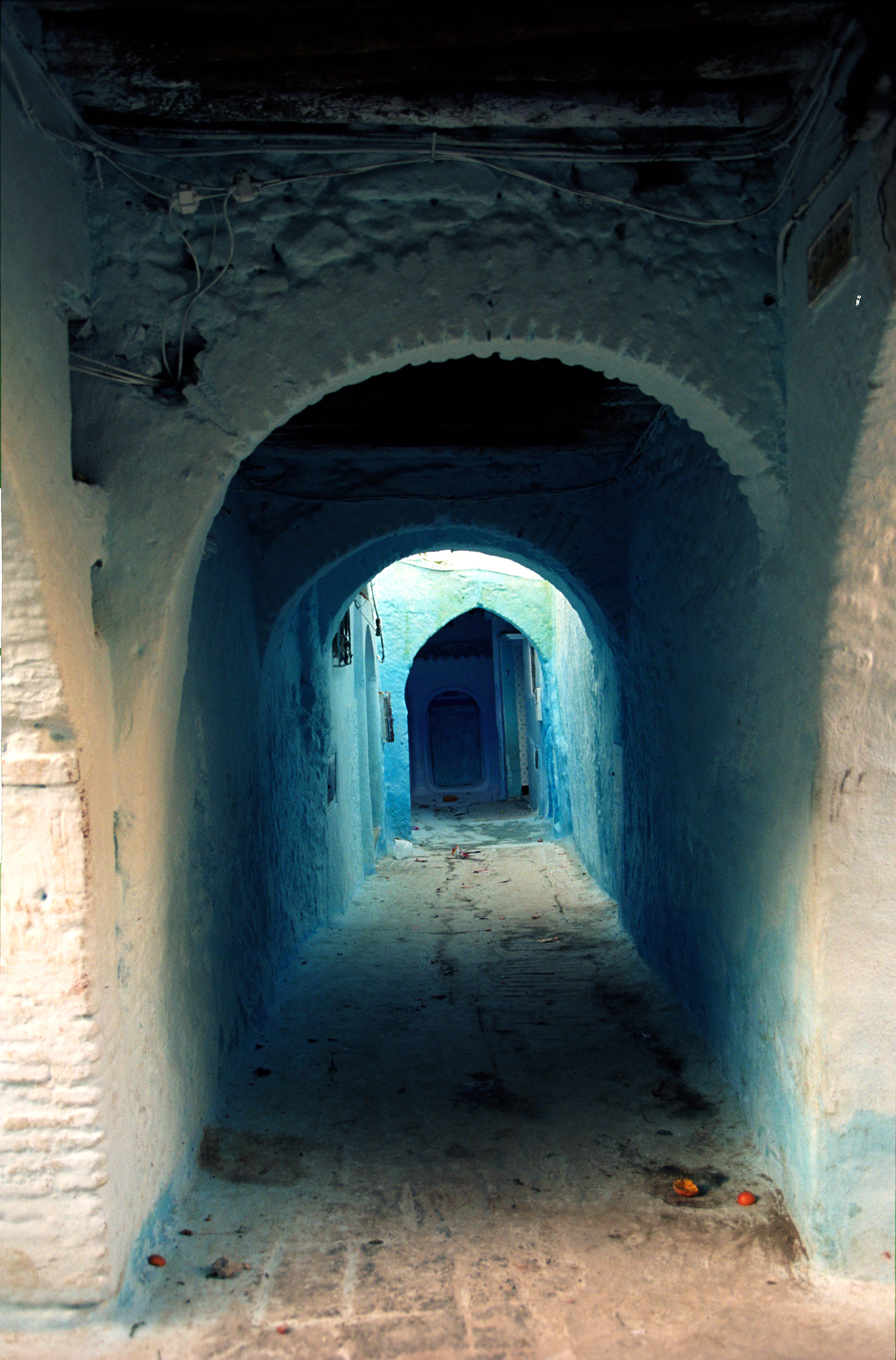
シャウエンの建物
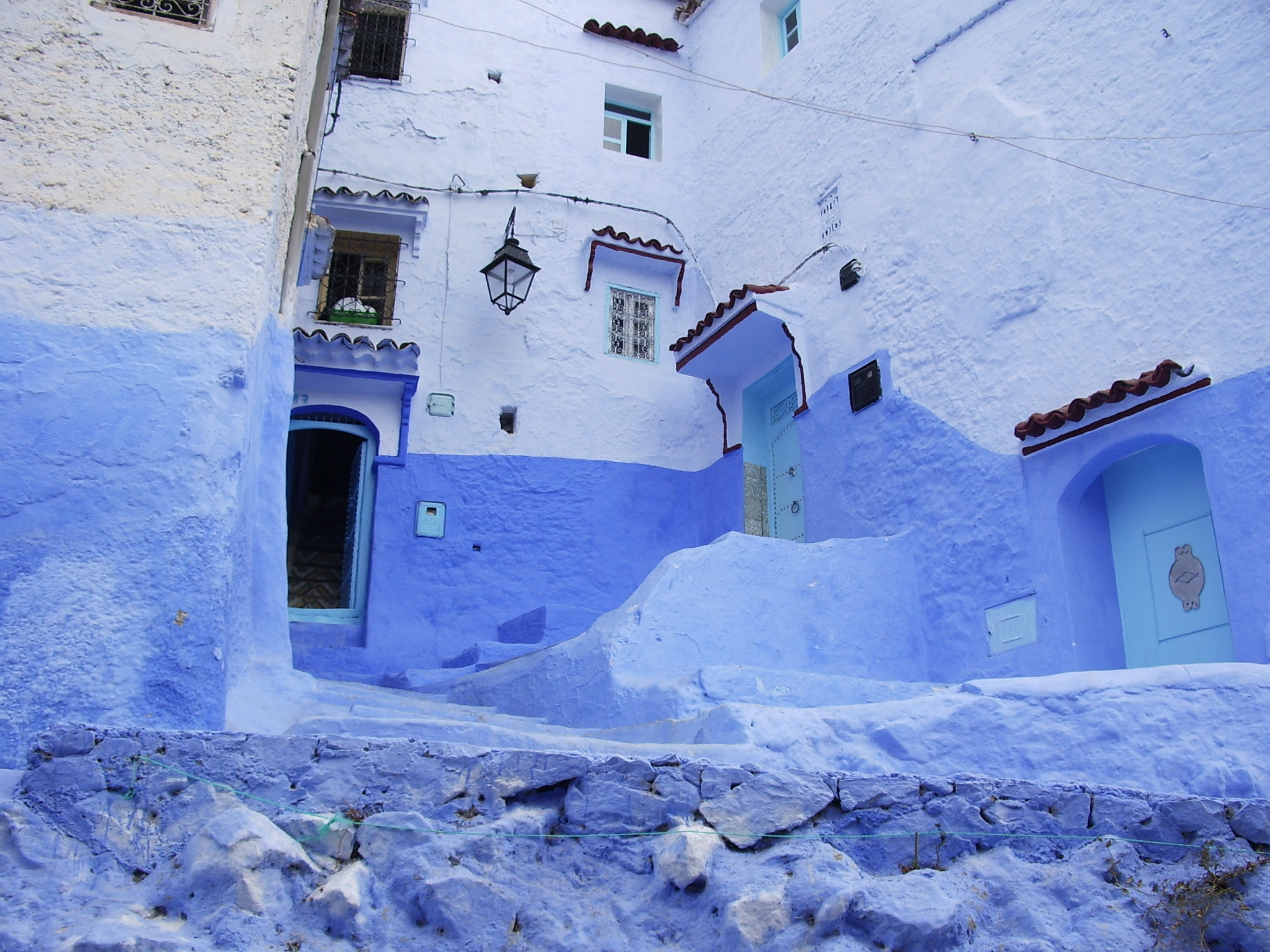
シャウエンの建物
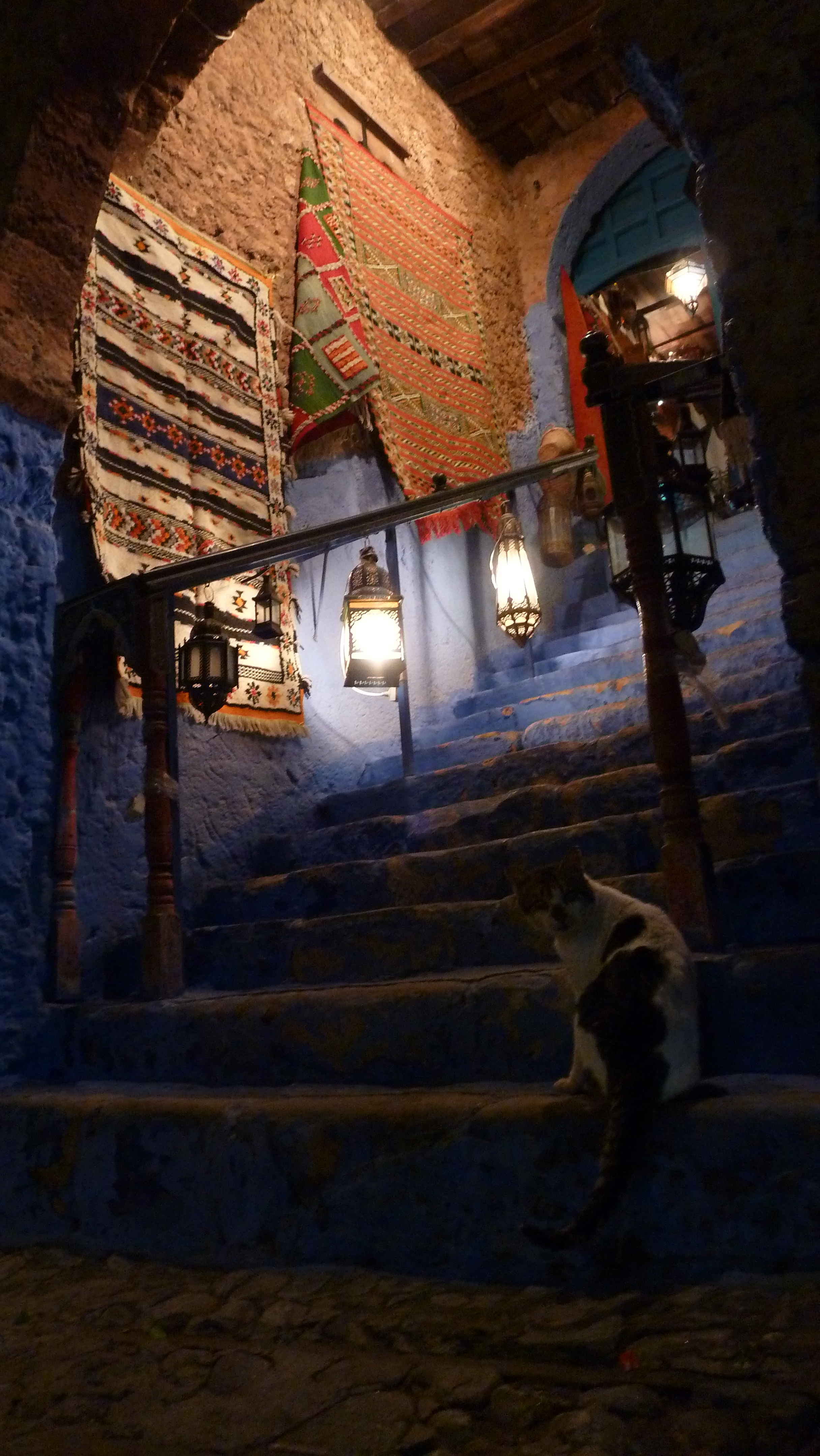
シャウエンの階段とタピスリーと猫
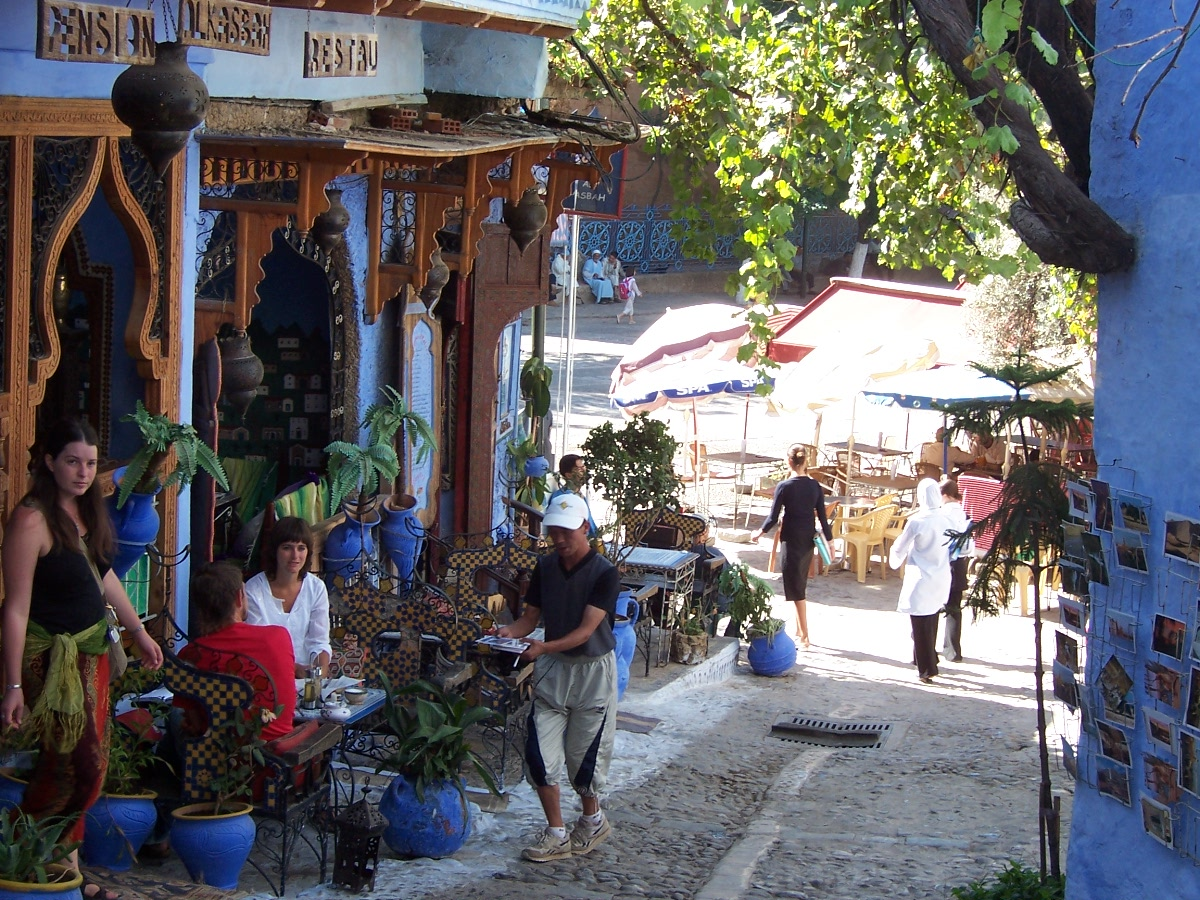
シャウエンの店舗
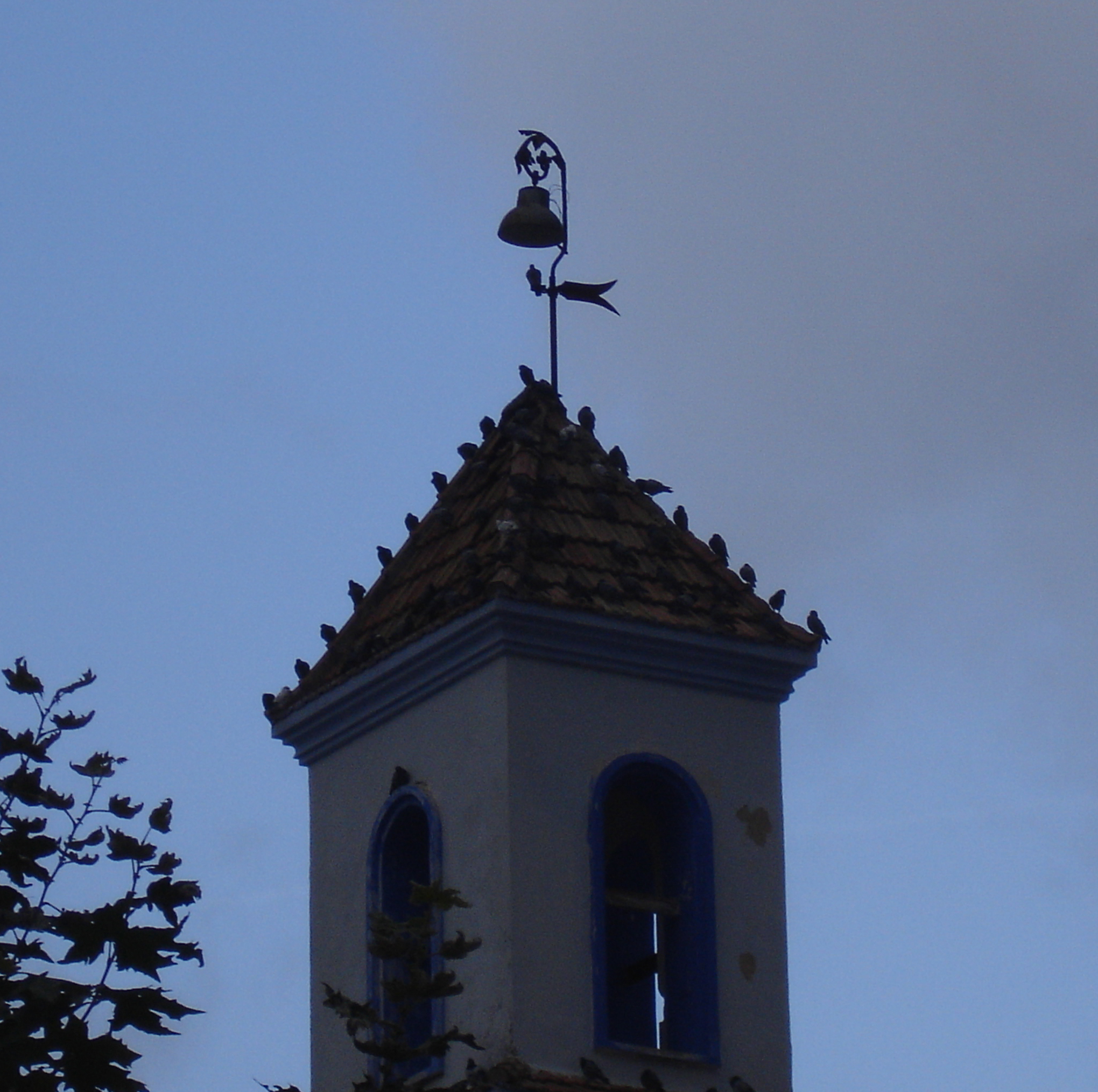
教会堂。最近は劇場として使用
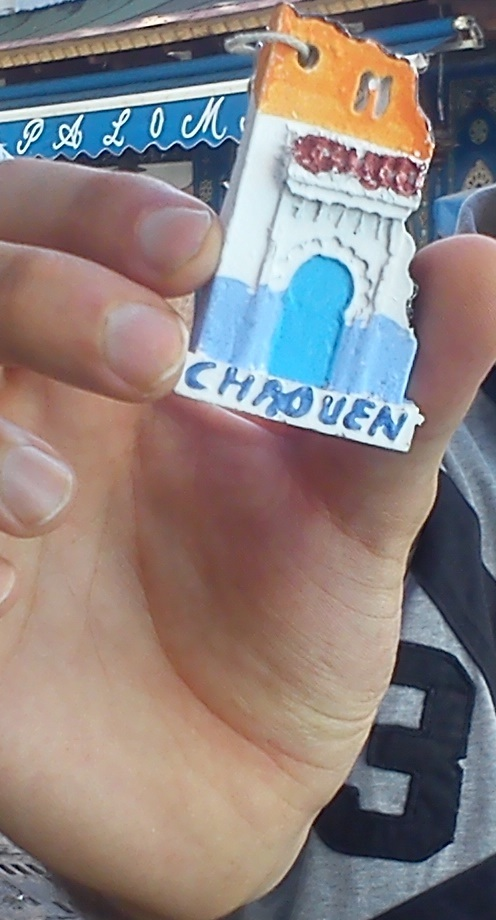
シャウエンの土産品